# Silicon Valley Bank
Silicon Valley Bank (SVB) est une ancienne banque commerciale dite sous charte d'État, basée à Santa Clara en Californie. Fondée en 1983, elle est au 31 décembre 2022 la 16e banque des États-Unis en termes d'actifs consolidés, et la plus grande en termes de dépôts dans la Silicon Valley. Elle est considérée comme la banque de référence pour près de la moitié de toutes les start-up technologiques financées par le capital-risque.
La banque fait faillite le 10 mars 2023 à la suite d'une panique bancaire dans un contexte de ralentissement économique, d'une hausse des taux d'intérêt menée par la Réserve fédérale américaine (Fed), et d'une inflation mondiale importante,. Ses avoirs sont depuis gérés par la Federal Deposit Insurance Corporation (FDIC), l’agence de garantie des dépôts bancaires.
La SVB est l'activité principale du SVB Financial Group, la société holding bancaire cotée en Bourse. Le 17 mars 2023, cette société-mère se place volontairement sous la protection du chapitre 11 de la loi américaine sur les faillites. Le SVB Financial Group exerce au moment de la faillite des activités dans 13 États américains supplémentaires ainsi que dans une dizaine de pays et région administrative spéciale (Hong Kong).

## Histoire
Silicon Valley Bank est fondée en 1983 par d'anciens cadres de la Bank of America, Bill Biggerstaff et Robert Medearis, pour répondre aux besoins spécifiques des start-up. L'idée leur est venue autour d'une partie de poker. À l'époque, les start-up n'étaient pas prises au sérieux par l'industrie bancaire. Il y avait là un segment de marché que les fondateurs de la SVB décidèrent d'exploiter.
Le premier président-directeur général de la banque est Roger V. Smith, ancien cadre de Wells-Fargo spécialisé dans le prêt aux entreprises de haute-technologie. La banque commence officiellement ses activités le 17 octobre 1983 en tant que filiale contrôlée de la Silicon Valley Bancshares (devenue SVB Financial Group), elle-même constituée par 100 investisseurs au total. Son premier bureau s'établit sur North First Street à San Jose en Californie.
Consciente de la spécificité des start-up, la SVB structure ses prêts en fonction de leur modèle commercial. En effet, la plupart d'entre elles n'ont pas de revenus au début de leur activité et ont donc des grandes difficultés à obtenir un prêt des établissements de crédit habituels. Le risque de défaut est jugé trop important. Silicon Valley Bank s'est spécialisée dans l'évaluation de la solvabilité de ses clients en discutant avec leurs financeurs en capital-risque et en exerçant un suivi strict de leurs dépenses. Elle met ses clients aussi en relation avec son vaste réseau de financeurs en capital-risque, de cabinets d'avocats et de comptabilité. Son axe stratégique principal vise à collecter les dépôts des entreprises financées par du capital-risque.
À ses débuts, la SVB accompagne surtout les jeunes start-up dans leurs premiers financements et leur permettre d'accéder ensuite aux grandes banques, une fois leur modèle d'affaires éprouvé. Progressivement, elle étend son offre pour fournir un service bancaire intégral, se mettant en concurrence avec les grandes banques. Ces dernières à leur tour tentent de s'approprier une part du secteur technologique. Elles font face alors à l'avantage concurrentiel de la SVB qui réside, selon des analystes financiers, dans son réseau relationnel, son expertise sectorielle ainsi que dans sa proximité avec la culture entrepreneuriale high-tech.
En 2012, elle obtient une licence bancaire au Royaume-Uni en vue d'y développer ses activités, jugeant un grand potentiel inexploité dans le financement des start-up.
La banque poursuit son expansion avec une présence au Canada, et s'implante à Toronto en 2019, Vancouver en 2020 et enfin Montréal en 2021.
En 2022, le secteur des entreprises technologiques américain connaît une crise liée à l'augmentation des taux d'intérêt, mettant à mal les start-up pas ou peu rentable qui utilisent les services de SVB. Au 31 décembre de la même année, la banque disposait de 209 milliards de dollars d’actifs.
Début 2023, la SVB est toujours spécialisée dans l'écosystème des start-up de la Silicon Valley en finançant le capital-risque, mais une grande partie de ses avoirs sont, non des prêts, mais des investissements ; elle compte dix-sept agences en Californie et au Massachusetts, et emploie 6 500 salariés ,. Elle fait des bénéfices (1,5 milliard de dollars après impôts en 2022) et son bilan comptable semble sain. Cependant, ce bilan valorise les obligations acquises pendant la longue période de taux faible à leur valeur faciale, alors que sur le marché elles ont une valeur réduite par la hausse des taux. Tant que la banque conserve ces titres il n'y a pas de perte, mais s'il lui fallait des liquidités elle devrait en vendre et subir une moins value, alors qu'elle dispose de peu de liquidités. Et l'augmentation des taux d'intérêt pousse les investisseurs à sortir leur argent des secteurs peu rentables pour se procurer les nouveaux placements plus rémunérateurs, ce qui affecte le secteur des entreprises technologiques américain et donc indirectement la SVB, en plus de l'affecter directement. Toute l'année 2022 l'action est descendue, d'un plus haut à près de 750 $ en janvier, à 230 $ à la fin de l'année.

### Faillite
Le 8 mars 2023, l'action de Silicon Valley Bank, cotée au Nasdaq, s'échange encore entre 264 et 271 $ dans des volumes habituels (835 000 actions échangées). Le même jour, Moody's annonce qu'il dégrade la note de SVB de deux crans, avec perspective négative, en raison des pertes potentielles sur son portefeuille de titres,. le 9 mars 2023, ce sont près de 39 millions d'actions (sur 59 qui composent le capital de SVB) qui sont échangées, au prix de 177 $ à l'ouverture à 106 $ à la clôture. La banque perd plus de 60 % de sa valeur.
Cette chute fait suite à la vente par la banque de 21 milliards de dollars en bons du Trésor américain et en obligations, vente ayant induit une moins-value de 1,8 milliard de dollars, le tout pour dégager des liquidités. En parallèle, Silicon Valley Bank annonce une augmentation de capital de 2,2 milliards de dollars, ainsi qu'avoir souscrit à un crédit de 15 milliards de dollars. La banque cherche en urgence un repreneur mais la panique bancaire est plus rapide,.
Sur la seule journée du 9 mars, 42 milliards de dollars d'ordre de retraits de dépôts ont été demandés par les déposants, sans qu'ils puissent être tous acceptés, sur les 189 milliards de dollars de dépôts que compte la banque.
Le 10 mars, les autorités américaines décident de la fermeture administrative de l'établissement. La fermeture de la SVB entraîne un vent de panique à Wall Street. Les principales valeurs bancaires sont en baisse le 10 mars 2023, entrainant dans leur sillage les valeurs bancaires européennes.
Le lendemain, l'action SVB est suspendue. La California Department of Financial Protection and Innovation (en) prend le contrôle formel de la Silicon Valley Bank, après l'avoir déclarée insolvable. La Federal Deposit Insurance Corporation prenant le relais de l'agence californienne dans les faits, autorisant uniquement le retrait de 250 000 dollars par épargnant ou investisseur, montant correspondant au seuil de garantie légale aux États-Unis.
Le 13 mars, HSBC annonce l'acquisition de la filiale britannique de Silicon Valley Bank pour une livre symbolique, dans une procédure facilitée par les autorités de régulation britanniques. Cette filiale avait 6,7 milliards de livres de dépôts.
Le 27 mars, l'action de la First Citizens Bancshares bondit après l'annonce de la reprise de Silicon Valley Bank ainsi que 110 milliards de dollars de ses actifs dont son portefeuille de prêt de 72 milliards de dollars, et 56 milliards de dollars de dépôts,,.

### Analysea posteriori
Au cours de 2020 et jusqu'en mars 2021, le secteur profite des conséquences de la pandémie COVID-19, et les dépôts chez SVB s'accroissent de 62 à 124 milliards de dollars. La plus grande partie de ce cash est investie dans des obligations du trésor américain, et ceux à long terme car ils sont un peu plus rémunérateurs que ceux à court terme.
Mais plus les taux d'intérêt montent, moins ces anciens titres ont de valeur sur le marché, et les taux montent significativement à partir du printemps 2022. En avril, le responsable des risques démissionne, et ne sera remplacé qu'en janvier 2023,. Or les inspections de la Fed sur la gestion des risques ne sont pas bonnes. La banque est placée sous surveillance renforcée en juillet 2022 suite à six manquements repérés par la Fed. À l'automne, une réunion a lieu entre la Fed de San Francisco et la direction de SVB, et il apparait que la banque a des fausses idées sur ses risques (elle croit qu'une hausse des taux lui est favorable, alors que c'est le contraire). Début 2023, la Fed place SVB en « horizontal review » de ses procédures de gestion de risques.
Fin 2021, le portefeuille obligataire de la banque était de 117 milliards de dollars, en deux parts
- 91 milliards à conserver jusqu'à maturité. Cette part ne peut pas être protégée contre un risque de taux, l'effet de la protection annule le principe même de la conservation jusqu'au terme et son seul intérêt, qui est de valoriser les titres à leur valeur faciale[réf. nécessaire], et d'éviter de comptabiliser la perte si on les valorisait à leur prix actuel sur le marché. Cette perte aurait été de près de 15 milliards[18],[31] (environ dix fois le bénéfice et trois fois le capital de SVB) ;
- 26 milliards disponibles à la vente. Cette part était couverte par un portefeuille de 15 milliards de swaps jusqu'à fin 2021.[réf. nécessaire]

Parallèlement, SBV voit ses clients faire des retraits sur leurs comptes. Ses clients, les start-up, qui ont massivement fait des dépôts pendant l'engouement au cours de 2020 ont plus de problèmes de financement suite à la hausse des taux d'intérêt, tandis que la crise du secteur cause du chômage et l'utilisation par les clients privés de leur épargne.
Pour faire face aux retraits, la banque commence par encaisser ses bénéfices sur les accords de swap qui couvrent son portefeuille disponible à la vente, ce qui lui rapporte 500 millions, mais laisse ce portefeuille sans protection contre une hausse des taux. Début 2023, la banque vend ensuite 21 milliards de ce portefeuille, avec une moins value de 1,8 milliard, et l'annonce le 8 mars en même temps que des mesures pour reconstituer des liquidités (augmentation de capital et ouverture de lignes de crédit chez d'autres banques) mais qui ne sont pas encore réalisés ; de plus, l'annonce est faite dans un mauvais contexte (difficultés de Silvergate Bank), et encore aggravé par l'annonce de la dégradation par Moody's le même jour. Ainsi, le 9 mars, c'est la ruée aux retraits et la panique au Nasdaq. Notamment, des cadres de plusieurs firmes spécialisées dans la capital-risque, dont le Founders Fund de Peter Thiel, Union Square Ventures (en) et Coatue Management (en) conseillent de se retirer de SVB,
(et le font eux-mêmes, dans le cas du Founders Fund).
Le PDG de SVB tente bien de convaincre qu'il n'y a pas à s'inquiéter mais échoue.
À la fin de la journée la banque doit sortir quarante-deux milliards de dollars et ses réserves de cash sont négatives de 958 millions.